# Gottasecca
Gottasecca (piemontesisch Botasëcca) ist eine Gemeinde in der italienischen Provinz Cuneo (CN), Region Piemont.

## Lage und Einwohner
Gottasecca liegt rund 75 Kilometer östlich von der Provinzhauptstadt Cuneo entfernt in der Weinregion Langhe. Das Gemeindegebiet umfasst eine Fläche von 13,48 km² und hat 128 Einwohner (Stand 31. Dezember 2023).
Die Nachbargemeinden sind Cairo Montenotte, Camerana, Castelletto Uzzone, Dego, Monesiglio, Prunetto und Saliceto.

## Geschichte

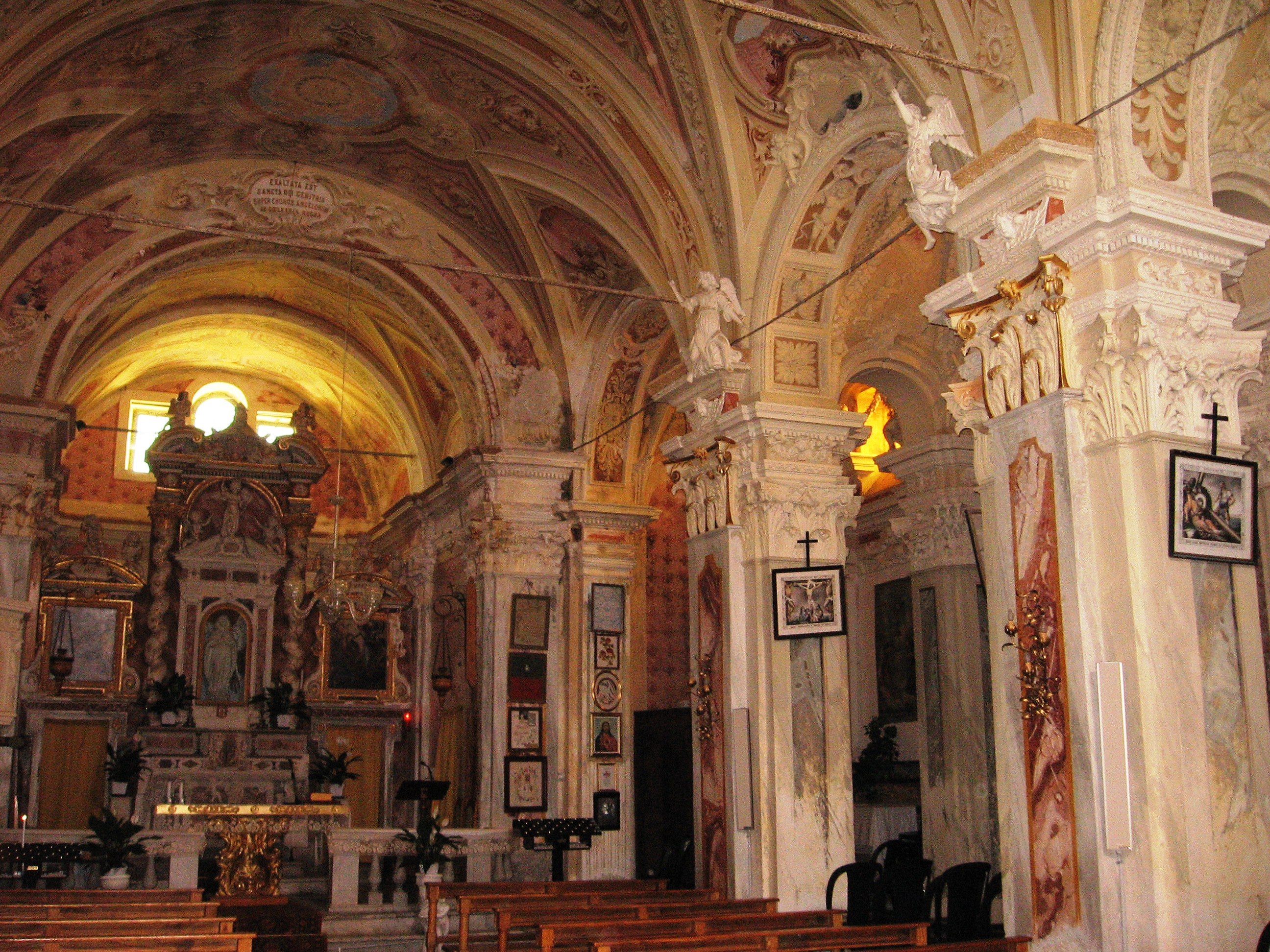
Kirche Santuario della Madonna Assunta

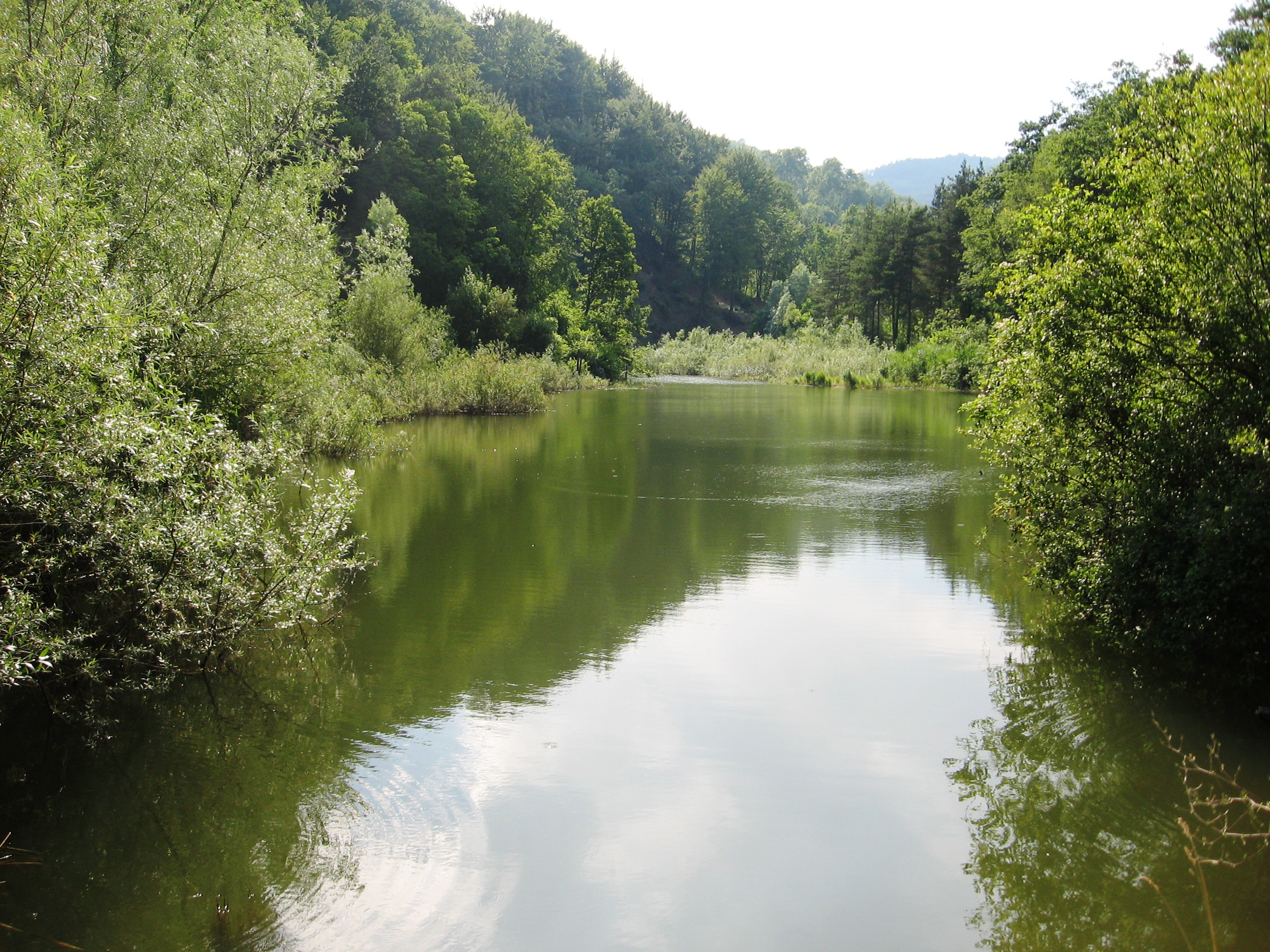
Lago del Vaglio

Über die frühen Ereignisse des Dorfes liegen nur wenige historische Informationen vor, und auch seine Ursprünge sind ungewiss. Im Jahr 1170 war es ein Lehen des Marquis von Ceva, Anselmo. Anschließend ging es an die Familie Del Carretto und danach erneut an die Familie Guasco über. Später wurde es teilweise vom Markgrafen von Monferrato gekauft, der es 1548 der Familie d'Incisa Boarello als Grafschaft übertrug.
Aus historisch-architektonischer Sicht gibt es keine Gebäude von nennenswertem Wert, mit Ausnahme des mittelalterlichen Turms der Burg der Markgrafen von Incisa und die Kirche Mariä Himmelfahrt (Santuario della Madonna Assunta), in dessen Inneren sich eine wertvolle Madonna Statue aus dem 17. Jahrhundert befindet.
Einer Legende nach soll in Gottasecca aus einem Felsen ein thaumaturgisches Öl geflossen sein, das Kranke heilte, bis eine Dame ihr krankes Schwein brachte, um die aus dem Felsen fließende Essenz zu küssen, mit der Absicht, das Tier zu heilen. Von diesem Moment an hörte das Öl auf, aus dem Felsen zu fließen und Gottasecca nahm den Namen Gutta Sicca oder trockener Tropfen an, doch bei der Übersetzung vom Lateinischen ins Italienische wurde ihm fälschlicherweise der Name Gottasecca gegeben. Der Felsen befindet sich im Inneren der Kirche im Heiligtum von Gottasecca und trägt die in Marmor gemeißelte Inschrift „Stein, aus dem in der Antike Öl floss“.
Der Vaglio-See (Lago del Vaglio) entstand nach der Überschwemmung von 1994 und wurde mit dem Nisten von Enten und anderen Vögeln vollständig renaturiert. Mit einer Länge von 250 Metern, einer Breite von 15 bis 40 Metern und einer Tiefe von bis zu 12 Metern liegt der See in einem Gebiet von ökologischem Wert und ist ein beliebtes Wanderziel.

## Kulinarische Spezialität
Bei Gottasecca wird Weinbau betrieben. Die Beeren der Rebsorten Spätburgunder und/oder Chardonnay dürfen zum Schaumwein Alta Langa verarbeitet werden.